# Morti nel 1989/Maggio
| Questa pagina contiene informazioni ricavate automaticamente dalle voci biografiche con l'ausilio del template Bio e di un bot. L'aggiornamento è periodico e automatico e ricostruisce completamente la pagina. Se manca una persona in questa lista, sei pregato di non aggiungerla, ma accertati piuttosto che la sua voce biografica contenga il template Bio e che i dati anagrafici siano correttamente compilati. Se il template Bio manca, inseriscilo tu stesso o, in alternativa, metti l'avviso {{tmp\|Bio}} che ne segnala la mancanza. Se i dati riportati sono sbagliati, correggi direttamente la voce biografica; le modifiche saranno visibili in questa lista entro pochi giorni. Per chiarimenti vedi il progetto biografie. La lista contiene solo le 96 persone che sono citate nell'enciclopedia e per le quali è stato implementato correttamente il template Bio. Pagina aggiornata al 3 mar 2024. |

- 1º maggio - Antonio Janigro, violoncellista e direttore d'orchestra italiano (n. 1918)
- 1º maggio - Marion Mack, attrice e sceneggiatrice statunitense (n. 1902)
- 1º maggio - Edward Ochab, politico polacco (n. 1906)
- 2 maggio - Bennie Benjamin, cantautore e compositore statunitense (n. 1907)
- 2 maggio - James Crabe, direttore della fotografia statunitense (n. 1931)
- 2 maggio - Carlo De Martino, giornalista italiano (n. 1911)
- 2 maggio - Veniamin Aleksandrovič Kaverin, scrittore sovietico (n. 1902)
- 2 maggio - Albert H. Kelley, regista e sceneggiatore statunitense (n. 1894)
- 2 maggio - Simon Schoon, insegnante e partigiano olandese (n. 1912)
- 2 maggio - Giuseppe Siri, cardinale e arcivescovo cattolico italiano (n. 1906)
- 3 maggio - Christine Jorgensen,  statunitense (n. 1926)
- 3 maggio - Muriel Ostriche, attrice statunitense (n. 1896)
- 3 maggio - William Squire, attore e doppiatore britannico (n. 1917)
- 3 maggio - John Wiethe, giocatore di football americano, cestista e allenatore di pallacanestro statunitense (n. 1912)
- 4 maggio - Larry Fleisher, avvocato e procuratore sportivo statunitense (n. 1930)
- 4 maggio - Adnan Khairallah, generale e politico iracheno (n. 1939)
- 5 maggio - Jón Ingi Guðmundsson, pallanuotista islandese (n. 1909)
- 5 maggio - Mary Leo, religiosa e insegnante neozelandese (n. 1895)
- 5 maggio - Wolfgang Neuss, attore e cabarettista tedesco (n. 1923)
- 5 maggio - Angelo Romanò, politico, scrittore e dirigente d'azienda italiano (n. 1920)
- 5 maggio - William Wheeler, politico statunitense (n. 1915)
- 6 maggio - Tally Brown, attrice e cantante statunitense (n. 1924)
- 6 maggio - Heinz Werner, allenatore di calcio e calciatore tedesco (n. 1910)
- 7 maggio - Earl J. Hamilton, storico statunitense (n. 1899)
- 7 maggio - Ruggero Maccari, sceneggiatore e regista italiano (n. 1919)
- 8 maggio - Mario Felice Boano, carrozziere e designer italiano (n. 1903)
- 8 maggio - Stefano Bricarelli, fotografo, giornalista e editore italiano (n. 1889)
- 8 maggio - Walter Günther, calciatore tedesco (n. 1915)
- 8 maggio - Andreas Hillgruber, storico tedesco (n. 1925)
- 8 maggio - Antonino Paternò Castello di San Giuliano, politico italiano (n. 1904)
- 8 maggio - Rudolf Uhlenhaut, ingegnere e progettista tedesco (n. 1906)
- 9 maggio - Fred Halsted, regista e attore pornografico statunitense (n. 1941)
- 9 maggio - Heinz Moog, attore tedesco (n. 1908)
- 9 maggio - Ignazio Nicoli, pittore e incisore italiano (n. 1921)
- 9 maggio - Keith Whitley, cantante statunitense (n. 1954)
- 10 maggio - Joe Brennan, cestista e allenatore di pallacanestro statunitense (n. 1900)
- 10 maggio - Johnny Green, compositore statunitense (n. 1908)
- 10 maggio - Larry Nocella, sassofonista italiano (n. 1949)
- 10 maggio - Woody Shaw, musicista e compositore statunitense (n. 1944)
- 10 maggio - Hassler Whitney, matematico statunitense (n. 1907)
- 11 maggio - Vincenzo Puccio, mafioso italiano (n. 1945)
- 12 maggio - Esteban de Jesús, pugile portoricano (n. 1951)
- 13 maggio - Joanna Roos, attrice e drammaturga statunitense (n. 1901)
- 13 maggio - Odo Spadazzi, politico e imprenditore italiano (n. 1910)
- 15 maggio - Eugenia Clinchard, attrice statunitense (n. 1904)
- 16 maggio - Carlo Rossi, paroliere e produttore discografico italiano (n. 1920)
- 17 maggio - Lucia Moholy, fotografa e scrittrice cecoslovacca (n. 1894)
- 18 maggio - Felice Del Beccaro, critico letterario, paroliere e italianista italiano (n. 1909)
- 18 maggio - Ed McIlvenny, calciatore scozzese (n. 1924)
- 18 maggio - Winfried Vogt, pilota automobilistico tedesco (n. 1945)
- 19 maggio - Anton Diffring, attore tedesco (n. 1918)
- 19 maggio - Cyril Lionel Robert James, storico, scrittore e politico britannico (n. 1901)
- 19 maggio - Mario Puppo, critico letterario italiano (n. 1913)
- 19 maggio - Robert Webber, attore statunitense (n. 1924)
- 20 maggio - John Hicks, economista inglese (n. 1904)
- 20 maggio - Lyn Murray, compositore, musicista e direttore d'orchestra inglese (n. 1909)
- 20 maggio - Gilda Radner, attrice e comica statunitense (n. 1946)
- 20 maggio - Gōgen Yamaguchi, karateka e maestro di karate giapponese (n. 1909)
- 22 maggio - Attilio Banfi, calciatore italiano (n. 1909)
- 22 maggio - Gaetano Morelli, giurista e magistrato italiano (n. 1900)
- 22 maggio - Gerd Oswald, regista statunitense (n. 1919)
- 22 maggio - Robert Richardson Sears, psicologo statunitense (n. 1908)
- 23 maggio - Ansa Ikonen, attrice e regista finlandese (n. 1913)
- 23 maggio - Ursula Knab, velocista tedesca (n. 1929)
- 23 maggio - Karl Koch, hacker tedesco (n. 1965)
- 23 maggio - Iosif Solomonovič Šapiro, regista sovietico (n. 1907)
- 24 maggio - Guus Dräger, calciatore olandese (n. 1917)
- 24 maggio - Mario Giannone, presbitero, scrittore e militare italiano (n. 1910)
- 24 maggio - Gavino Polo, pittore e storico dell'arte italiano (n. 1921)
- 25 maggio - Ching Ho Cheng, artista statunitense (n. 1946)
- 25 maggio - Jean Despeaux, pugile francese (n. 1915)
- 25 maggio - Paolo V Esterházy, nobile (n. 1901)
- 26 maggio - Gino Barbieri, economista e storico italiano (n. 1913)
- 26 maggio - Pierre Everaert, ciclista su strada e dirigente sportivo francese (n. 1932)
- 26 maggio - Don Revie, calciatore e allenatore di calcio inglese (n. 1927)
- 26 maggio - Kazuko Takatsukasa, principessa giapponese (n. 1929)
- 27 maggio - Bruno Maria Apollonj Ghetti, architetto e archeologo italiano (n. 1905)
- 27 maggio - Edward Jarczyński, cestista polacco (n. 1919)
- 27 maggio - Arsenij Aleksandrovič Tarkovskij, poeta e traduttore russo (n. 1907)
- 28 maggio - Wally Anderzunas, cestista statunitense (n. 1946)
- 28 maggio - Baltasar Lopes da Silva, scrittore, poeta e linguista capoverdiano (n. 1907)
- 28 maggio - Ivan Palazzese, pilota motociclistico venezuelano (n. 1962)
- 29 maggio - Miranda Campa, attrice italiana (n. 1914)
- 29 maggio - John Cipollina, chitarrista statunitense (n. 1943)
- 29 maggio - George Homans, sociologo statunitense (n. 1910)
- 29 maggio - Giuseppina Palumbo, politica italiana (n. 1906)
- 29 maggio - Giuseppe Patanè, direttore d'orchestra italiano (n. 1932)
- 29 maggio - Joseph Van Ingelgem, calciatore belga (n. 1912)
- 29 maggio - Bob Waters, giocatore di football americano statunitense (n. 1938)
- 30 maggio - Gianfranco Cimmino, matematico italiano (n. 1908)
- 30 maggio - Jane Fauntz, tuffatrice e nuotatrice statunitense (n. 1910)
- 30 maggio - James Harry Lacey, militare e aviatore britannico (n. 1917)
- 30 maggio - Zinka Milanov, soprano croato (n. 1906)
- 30 maggio - Claude Pepper, politico statunitense (n. 1900)
- 31 maggio - Leland Erskin Cunningham, astronomo statunitense (n. 1904)
- 31 maggio - Willy Horn, canoista tedesco (n. 1909)